# Хотел Београд (филм из 2020)
Хотел Београд (рус. Отель Белград) је филмска комедија, реализована у руско-српској копродукцији. Филм представља део франшизе Кухиња, односно наставак ситкома Хотел Елеон. Продукцију потписују компаније „Yellow, Black and White” и „Фиљми навсјегда” из Москве, као и кућа „Архангел студиос” из Београда. Снимање филма започело је 5. септембра 2019. у Београду. Премијера филма је првобитно била најављена за фебруар 2020. године, али је одложена за март. Паралелно са филмом снимљена је и ТВ серија истог назива, од 3 епизоде. У серији ће бити приказне сцене, које не постоје у филму. Серија ће бити емитована на каналу Суперстар ТВ.

## Синопсис
Некадашњи власник московског хотела „Елеон”, Паша, постаје власник хотела са пет звездица у Београду, који му је поклонила тетка, како би свом размаженом сестрићу створила ситуацију у којој ће сазрети. Паша, српски заводник и весељак живи не знајући за невоље све док једног дана случајно не начини штету- вишемилионску! Како би отплатио дуг, шеф мафије приморава Пашу да се ожени његовом ћерком. Док девојка припрема венчање, Паша, након четири године раздвојености изненада сусреће у Београду руску љубав, Дашу. У романтичној атмосфери древног града, њихова осећања поново избијају. Изгледа да им је још увек суђено да буду заједно... а можда не, због будућег таста, правог мужа, слепог деде и пријатеља банкрота!

## Улоге
| Глумац               | Улога                       |
| -------------------- | --------------------------- |
| Милош Биковић        | Павел Аркадијевич           |
| Дијана Пожарска      | Дариа Ивановна Канаева      |
| Љубомир Бандовић     | Душан                       |
| Јелисавета Орашанин  | Ведрана                     |
| Александра Кузенкина | Јулија Макаровна Комисарова |
| Борис Дергачов       | Иван                        |
| Миодраг Радоњић      | Срећко                      |
| Милена Предић        | Миљана                      |
| Јегор Корешков       | Петар Алексејевич Романов   |
| Јелисавета Саблић    | Сребренка                   |
| Срђан Жика Тодоровић | Милош                       |
| Јаков Јевтовић       | Боjан                       |
| Игор Литовкин        | Николај Иванович            |
| Предраг Дамњановић   | ННебојш                     |